# Norbornan
Norbornanul (cu denumirea sistematică biciclo[2.2.1]heptan) este o hidrocarbură saturată cu formula moleculară C7H12. Este un compus cristalin cu punctul de topire de 88 °C. Molecula este derivată de la un inel de ciclohexan, care are o punte de metilenă în pozițiile 1 și 4 (leagă cei doi carboni din aceste poziții).